# Ornithoptera alexandrae

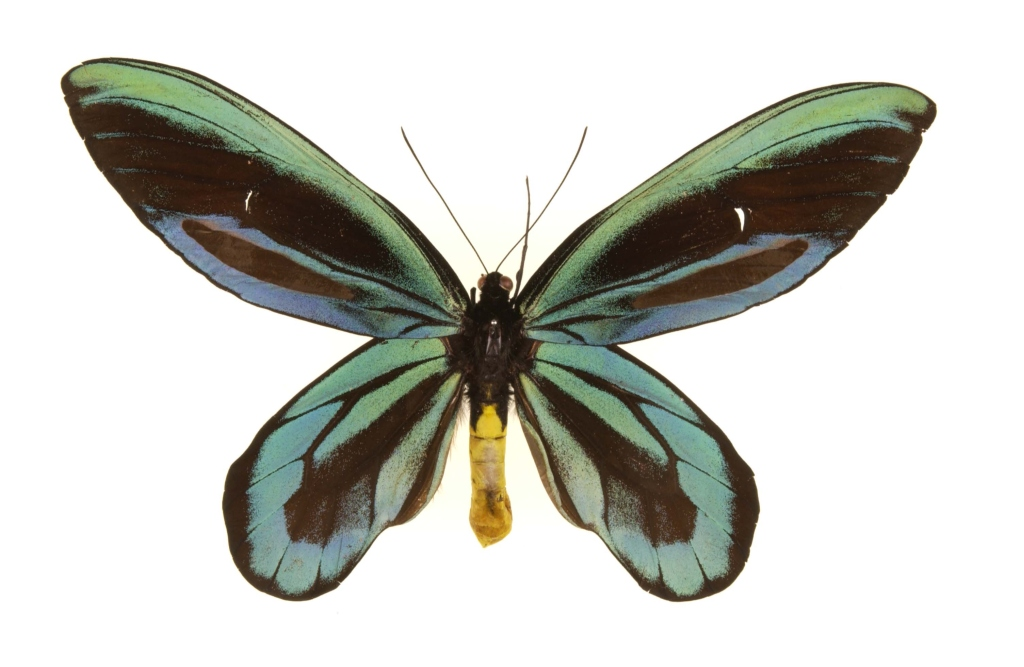
Ornithoptera alexandrae

La mariposa alas de pájaro de la reina Alexandra (Ornithoptera alexandrae) es una especie  de lepidóptero ditrisio  de la familia Papilionidae. Es la mariposa diurna más grande del mundo. Habita en Nueva Guinea (Papúa Nueva Guinea).

## Descripción
Las hembras son más grandes que los machos con alas de forma marcadamente redonda y más amplias. La hembra puede alcanzar una envergadura de 31 cm, longitud de cuerpo de 8 cm y una masa de 12 gramos, todas estas medidas enormes para una mariposa. La hembra tiene alas de color marrón con marcas blancas en forma de pico. Un color crema en el cuerpo con una pequeña sección rojiza en el tórax marrón. Los machos son más pequeños que las hembras con alas de color marrón mezclando azul y verde y las marcas de un color amarillo brillante en el abdomen. La envergadura de los machos puede llegar a 20 cm, pero lo más común es de 16 cm. Una espectacular forma de los machos es la forma atavus, que tiene puntos dorados sobre la alas posteriores.

## Biología

### Huevos
Los huevos son grandes, de color amarillo claro y aplanados en la base, fijados a la superficie sobre la que son depositados por una sustancia de color naranja brillante. En condiciones ideales, la hembra de la mariposa ala de pájaro de la reina Alejandra es capaz de poner más de 24-27 huevos a lo largo de su vida.

### Larva
Las larvas de esta especie se alimentan del caparazón del que nacieron y luego comienzan a extraer nutrientes de las enredaderas del género Pararistolochia (familia Aristolochiaceae), incluidas P. dielsiana y P. schlecteri. Inicialmente se alimentan del follaje fresco de las plantas hospedantes y de sus propios huevos, lo que en última instancia provoca el descortezamiento de la enredadera antes de convertirse en pupa. Las plantas de la familia Aristolochiaceae contienen ácidos aristolóquicos en sus hojas y tallos. Se cree que es un potente veneno para vertebrados y las larvas lo acumulan durante su desarrollo.

### Pupa
La pupa es de color amarillo dorado o tostado con marcas negras. Las pupas masculinas se pueden distinguir por una mancha grisácea tenue en las cubiertas de las alas; esto se convierte en una banda de escamas especiales en la mariposa adulta llamada sex brand. El tiempo que tarda esta especie en desarrollarse de huevo a pupa es de aproximadamente seis semanas, y la etapa de pupa tarda un mes o más. Los adultos emergen de las pupas temprano en la mañana cuando la humedad aún es alta, ya que las enormes alas pueden secarse antes de expandirse por completo si la humedad desciende.

### Imago
Los adultos pueden vivir durante tres meses o más y tienen pocos depredadores, excluyendo grandes arañas tejedoras de orbes (especies Nephila) y algunas aves pequeñas. Los adultos se alimentan de las flores que proporcionan una amplia plataforma para que los adultos se posen, incluido Hibiscus. Los adultos son poderosos voladores, más activos temprano en la mañana y nuevamente al anochecer cuando se alimentan activamente de las flores.
Los machos también patrullan las áreas de las plantas hospedantes en busca de hembras recién emergidas temprano en la mañana. Se puede ver a las hembras buscando plantas huésped durante la mayor parte del día. El cortejo es breve pero espectacular; los machos se ciernen sobre una pareja potencial, rociándola con una feromona para inducir el apareamiento. Las hembras receptivas permitirán que el macho aterrice y se aparee, mientras que las hembras no receptivas volarán o desalentarán el apareamiento. Los machos son muy territoriales y eliminarán a los posibles rivales, a veces persiguiendo pájaros pequeños y otras especies de alas de pájaro. El vuelo suele ser alto en el dosel de la selva tropical, pero ambos sexos descienden a unos pocos metros del suelo mientras se alimentan o ponen huevos.

## Amenazas
Fue abundante hace un tiempo, la conversión de bosques en plantaciones de palma de aceite y la caza de coleccionistas por sus bellos colores y su uso como decoración de joyas, restringieron su hábitat a una pequeña área.